# Helicteres macrothrix
Helicteres macrothrix är en malvaväxtart som beskrevs av Cowie. Helicteres macrothrix ingår i släktet Helicteres och familjen malvaväxter. Inga underarter finns listade i Catalogue of Life.